# Guerre et Amour
Pour les articles homonymes, voir Guerre (homonymie), Amour (homonymie) et Love and Death.
Pour plus de détails, voir Fiche technique et Distribution.
Guerre et Amour (Love and Death) est un film franco-américain réalisé par Woody Allen en 1975. Il s'agit d'une adaptation très libre de Guerre et Paix sortie entre Sleeper et Annie Hall.
Cette comédie est une satire sur la littérature russe mettant en vedette Allen et Diane Keaton dans le rôle de Boris et Sonja, des Russes vivant à l'époque napoléonienne qui se livrent à des débats philosophiques simulés. Allen le considérait comme le film le plus drôle qu'il ait réalisé jusque-là.

## Synopsis
Lorsque Napoléon (James Tolkan) envahit l'Autriche pendant les guerres napoléoniennes, Boris Grushenko (Woody Allen), un érudit lâche et pacifiste, est contraint de s'enrôler dans l'armée russe. Désespéré après avoir entendu la nouvelle que Sonja (Diane Keaton), sa cousine deux fois enlevée, doit épouser un marchand de harengs, il devient par inadvertance un héros de guerre. Boris revient et épouse Sonja, récemment veuve, qui ne veut pas l'épouser, mais lui promet qu'elle le fera, afin de le rendre heureux pour une nuit, lorsqu'elle pense qu'il est sur le point d'être tué en duel. À sa surprise et à sa déception, il survit au duel. 
Leur mariage est rempli de débats philosophiques mais pas d'argent. Leur vie commune est interrompue lorsque Napoléon envahit l'Empire russe. Boris veut fuir mais sa femme, furieuse que l'invasion interfère avec leurs projets de fonder une famille cette année-là, conçoit un complot pour assassiner Napoléon à son quartier général à Moscou. Boris et Sonja débattent de la question avec un certain degré de double langage , et Boris l'accepte à contrecœur. 
Ils ne parviennent pas à tuer Napoléon et Sonja échappe à l'arrestation tandis que Boris est exécuté, bien qu'il ait été informé par une vision qu'il sera gracié,,,,.

## Fiche technique
- Titre : Guerre et Amour
- Titre original : Love and Death
- Réalisation : Woody Allen
- Scénario : Woody Allen
- Producteur : Charles H. Joffe
- Société de production : Jack Rollins et Charles H. Joffe Productions
- Société de distribution : United Artists
- Photo : Ghislain Cloquet
- Costumes : Gladys de Segonzac
- Musique : Sergueï Prokofiev
- Montage : Ron Kalish, Ralph Rosenblum, George Hively
- Pays de production :  États-Unis,  France
- Format : Super 35mm (2,35:1), Dolby SRD
- Durée : 85 minutes
- Dates de sortie :
  - États-Unis : 10 juin 1975
  - France : 10 septembre 1975

## Distribution
| - Woody Allen (VF : Bernard Murat) : Boris Grushenko - Diane Keaton (VF : Perrette Pradier) : Sonja - James Tolkan (VF : Michel Roux) : Napoléon Bonaparte - Harold Gould : Anton lvanovich Lebedokov - Olga Georges-Picot : la comtesse Alexandrovna - Zvee Scooler (VF : Teddy Bilis) : le père de Boris - Déspo Diamantídou : la mère de Boris - Jessica Harper (VF : Monique Thierry) : Natasha - Féodor Atkine : Mikhail Grushenko - Henri Czarniak : Ivan - Yves Barsacq : Rimsky (sous le nom d’« Yves Barsaco ») - Brian Coburn (en) : Dimitri - Tony Jay (VF : Georges Atlas) : Vladimir Maximovitch - Howard Vernon : le général Lévèque - Georges Adet : le vieux Nehamkin - Frank Adu : le sergent instructeur - Edmond Ardisson : le prêtre - Albert Augier : le serveur - Eva Betrand : la femme assistant au cours sur les maladies vénériennes - Georges Birt : le médecin - Gérard Buhr : le domestique - Sol Frieder : Voskovec - Lloyd Battista (de) : Don Francisco - Jacqueline Fogt : Ludmilla - Alfred Luther III (VF : Arlette Thomas) : Boris enfant | - Harry Hankin (VF : Claude Dasset) : l'oncle Sasha - Anne Lonnberg : Olga - Denise Péron : la comtesse espagnole - Clément Thierry : Jacques - Beth Porter (en) (VF : Nicole Favart) : Anna - Shimen Ruskin : Borslov - Percival Russel : Berdykov - Chris Sanders : Joseph - Jack Bérard : le général Lecoq - Yves Brainville : André - Henri Coutet : Minskov - Luc Florian : l'oncle Nikolai - Tutte Lemkow : Pierre - Jack Lenoir (VF : Francis Lax) : Krapotkin - Ed Marcus : Raskov - C.A.R. Smith : le Père Nikolai - Hélène Vallier : Mme Wolfe - Jacob Witkin : Sushkin - Leib Lensky : le Père André - Luce Fabiole : la grand-mère de Boris - Roger Lumont : le cuisinier - Jacques Maury : le second - Sandor Elès (en), Aubrey Morris, Fred Smith, Bernard Taylor et Glenn Williams : les soldats - Patricia Crown et Narcissa McKinley : les vendeuses sur le champ de bataille - Alan Rossett : un garde - Alan Tilvern : un sergent |

## Production
Allen a tourné le film en France et en Hongrie, où il a dû faire face aux intempéries, aux négatifs gâtés, aux intoxications alimentaires, aux blessures physiques et aux difficultés de communication. Cela a fait jurer le réalisateur de ne plus jamais tourner un film en dehors des États-Unis. Cependant, à partir de 1996 avec Tout le monde dit que I love you, Allen a en fait tourné un certain nombre de films à l'étranger.

## Hommages et clins d’œil
Il a pu rendre hommage à certains de ses films préférés : un colporteur du champ de bataille qui vend des blinis aux troupes rappelle Harpo Marx dans Duck Soup (La Soupe au canard, 1933), une scène de duel apparaît calquée sur une routine de Bob Hope dans Monsieur Beaucaire (1946), le point culminant est un clin d'œil direct au Septième Sceau d'Ingmar Bergman (1957) et la Suite scythe de Prokofiev est utilisée comme musique de fond dans une scène, tout comme dans Alexander Nevski de Sergei Eisenstein (1938). Des dialogues célèbres des romans de Tolstoï comme Guerre et Paix et Anna Karénine sont également parodiés avec des blagues sur la poésie de T. S. Eliot.

## Réception
Le film a rapporté plus de 20 millions de dollars en Amérique du Nord,  ce qui en fait la 18e production la plus rentable de 1975 en Amérique du Nord (les locations de salles étant de 5 millions de dollars). 
Chez Rotten Tomatoes, 21 critiques sur 21 — dont trois des « meilleurs critiques » du site — considèrent le film comme « frais », avec une note de 100 % et une moyenne pondérée de 8,13 / 10. Le consensus du site se lit comme suit : « Woody Allen plonge son personnage névrosé dans un pastiche de Tolstoï et livre l'un de ses films les plus drôles, débordant d'ingéniosité burlesque et une enquête littéraire sur des sujets aussi importants que l’Amour et la Mort ». 
Au 25e Festival international du film de Berlin en 1975, le film a remporté l'Ours d'argent pour sa contribution artistique exceptionnelle. 
Roger Ebert lui a donné trois étoiles et demie : 
« Miss Keaton est très bonne dans Love and Death, peut-être parce qu'ici elle parvient à établir et à développer un personnage, au lieu de simplement fournir une feuille , comme elle le fait souvent dans d'autres films Allen… Il y a des dizaines de petits moments où leurs regards ont pour avoir exactement raison, et ils le sont presque toujours. Il y a des nuances de sens comique qui auraient pu se perdre si nous n'avions que les mots, et il y a des scènes entières qui jouent sur les expressions faciales. C'est un bon film à regarder juste pour cette raison, car il a été fait avec tant de soin, d'amour et de folie. »
Gene Siskel a décerné quatre étoiles et a écrit : « Woody Allen est tout simplement formidable dans « Love and Death ». À mon avis, c'est son film le plus drôle. Il joue à sa plus grande force (dialogue en ligne gag) et reste à l'écart de ce qui a limité ses autres films (une tentative de développer une histoire) ». Vincent Canby du New York Times a appelé le film "le plus grand travail de Woody Allen" et "la division latérale". Charles Champlin du Los Angeles Times a déclaré : "Mince mais sympathique résume à peu près tout."  Gary Arnold du Washington Post a trouvé le film "drôle avec une cohérence remarquable et délicieuse." Le New-Yorkais pensait que Woody Allen et Diane Keaton "étaient devenus une nouvelle équipe imbattable pour stimuler les conversations intellectuelles détraquées. Leur style fonctionne comme si chacun d'eux était un Groucho Marx moins fictif avec un double de lui contre lequel jouer. Pour un tel un film imprudemment drôle, l'impression est étrangement sereine."  Geoff Brown du Monthly Film Bulletin a écrit que "les longueurs occasionnelles et les blagues ratées ne s'avèrent jamais fatales au succès global du film ; pour utiliser la description que Boris applique à son père, Woody Allen est un "grand fou" et Love and Death offre une belle vitrine à son talent." 
En septembre 2008, dans un sondage tenu par le magazine Empire, le film a été élu 301e meilleur film sur une liste de 500. En octobre 2013, le film a été voté par les lecteurs du Guardian comme le septième meilleur film réalisé par Woody Allen.

## Bande son
| - La Flûte enchantée, Ouverture, K620 - (1791) - Écrit par Wolfgang Amadeus Mozart - Lieutenant Kijé, Suite pour orchestre, op. 60 - (1934) - Écrit par Sergei Prokofiev - Alexander Nevski, Cantate pour mezzo-soprano, chœur et orchestre, op. 78 - (1938) - Écrit par Sergei Prokofiev | - L'amour des trois oranges, Suite pour orchestre, op. 33 - (1919) - Écrit par Sergei Prokofiev - Quintette à cordes en mi, op. 13 n ° 5: Menuet - Écrit par Luigi Boccherini - Suite scythe, pour orchestre, op. 20 - Écrit par Sergei Prokofiev |